# Zentralamerikanisches Parlament
Das Zentralamerikanische Parlament (spanisch parlamento centroamericano) PARLACEN besteht offiziell seit dem 28. Oktober 1991 und hat seinen Hauptsitz in Guatemala-Stadt, der Hauptstadt Guatemalas. Mitgliedsstaaten dieses regionalen parlamentarischen Zusammenschlusses sind Guatemala, Honduras, El Salvador, Nicaragua, Panama und die Dominikanische Republik. Mexiko, Puerto Rico, Venezuela, Marokko und die Republik China auf Taiwan sind als Ständige Beobachterstaaten vertreten. Neben dem Generalsekretariat und dem Zentralamerikanischen Gerichtshof ist das Zentralamerikanische Parlament ein weiteres Organ des Zentralamerikanischen Integrationssystems (SICA).

## Geschichte
Am 25. Mai 1986 verabschiedeten die Präsidenten der mittelamerikanischen Staaten die Esquipulas Peace Agreement und bekannten sich dadurch zu folgender Forderung:

„Es ist notwendig, Aktivitäten zu entwickeln und zu verfolgen, die dem Verständnis und der Kooperation mit institutionellen Strukturen dienen. Diese sollen es ermöglichen, den Dialog, die gemeinsame Entwicklung, Demokratie und Pluralismus als fundamentale Elemente für den Frieden in der Region und für die Integration Mittelamerikas zu stärken. Deswegen bedarf es der Gründung eines Mittelamerika-Parlaments. Die Mitglieder werden durch allgemeine und direkte Wahlen vom Volk frei gewählt, wodurch das Prinzip des politischen und partizipativen Pluralismus eingehalten werden soll.“

Der Vertrag des Mittelamerika-Parlaments wurde im Oktober 1987 von den Vertragsstaaten Guatemala, Honduras, El Salvador, Nicaragua und Costa Rica unterzeichnet. Das Zentralamerikanische Parlament trat schließlich seine Arbeit am 28. Oktober 1991 offiziell an.

## Rechtsstatus und Zielsetzung
Der rechtlichen Natur nach definiert sich des PARLACEN als regionales Organ und die kontinuierliche politische und demokratische Vertretung des Zentralamerikanischen Integrationssystems, um letztlich die zentralamerikanische Integration und ein friedliches Zusammenleben, im Rahmen der sozialen Sicherheit und Wohlfahrt, die auf der repräsentativen und partizipativen Demokratie, dem Pluralismus unter Berücksichtigung von Recht auf Integration, den nationalen Rechtsvorschriften und dem internationalen Völkerrecht beruhen, umzusetzen.
Das Mittelamerika-Parlament hat den juristischen Status einer Körperschaft  des Internationalen Rechts.

## Kompetenzbereiche und Zuständigkeiten

### Kompetenzbereiche
- Gesetzgebungsvorschläge im Bereich Integration
- Demokratische Kontrolle der Integration
- Initiativen zur Vertiefung und Erweiterung der Integration

### Zuständigkeiten
- Impulsgeber und Richtungsweiser in Bezug auf den Integrationsprozess und die größtmögliche Kooperation zwischen den mittelamerikanischen Staaten.
- Vorschlagen von Vertrags- und Abkommensentwürfen, die zwischen den mittelamerikanischen Staaten zu verhandeln sind sowie Stellungnahme zu den Vorschlägen des SICA
- Bildung von Kommissionen zur Förderung des friedlichen Zusammenlebens und der Sicherheit Mittelamerikas
- Förderung der Konsolidierung des demokratischen, pluralistischen und partizipativen Regierungssystems in den mittelamerikanischen Staaten.
- Beitrag zur Stärkung der vollständigen Gültigkeit des internationalen Rechts.
- Beurteilung der Ernennung und Vereidigung der Führungskräfte der Institutionen des SICA
- Überprüfung der Haushaltsausgaben de SICA

## Struktur
Jeder Mitgliedsstaat ist mit jeweils 20 Abgeordneten im PARLACEN vertreten. Die Wahlen der Abgeordneten des PARLACENs werden gleichzeitig mit den Regierungswahlen in den jeweiligen Ländern abgehalten. Die Abgeordneten sind daher über die jeweilige nationale Wahlperiode hin im Amt. Darüber hinaus haben sowohl die vormaligen Präsidenten, als auch Vizepräsidenten der einzelnen Mitgliedsstaaten ein Mandat im PARLACEN. Dieses richtet sich nach der Verfassung des eigenen Staates.
Das PARLACEN setzt sich aus drei Organen zusammen: dem Plenum, dem Vorstand und dem Sekretariat.  Es stellt somit ein Forum der politischen Debatte dar und übt demokratische und administrative Kontrolle aus.

### Plenum
Das Plenum ist das wichtigste Organ des Zentralamerikanischen Parlaments und besteht aus allen Abgeordneten. Darüber hinaus sind sowohl die parlamentarischen Ausschüsse, als auch die einzelnen Fraktionen in die Aufgaben des Plenums mit eingebunden. Die Aufgaben des Plenums stellen sich wie folgt dar:
- Aussprechen von Empfehlungen bezüglich Friedens- als auch Sicherheitsangelegenheiten in Mittelamerika gegenüber der Versammlung der Präsidenten
- Beurteilung von Vertragsentwürfen zwischen den Mitgliedsstaaten zur Bedürfnisbefriedigung der Region
- Jährliche Wahl des Vorstandes
- Absegnung des Haushalts
- Diskussion der Berichte des Vorstands
- Ausarbeitung und Verabschiedung interner Verordnungen und Vorschriften
- Bildung von Arbeitskommissionen
- Entlastung der Vorstände der ständigen Ausschüsse des Parlaments
- weiterführende Aufgaben

#### Parlamentarische Ausschüsse
Die Parlamentarischen Ausschüsse unterstützen das Plenum mit der Recherche und Zusammenstellung von Informationen, um dem Plenum eine differenziertere und kompetentere Meinungsbildung zu einem Thema zu ermöglichen. Die entsprechenden Informationen werden in einem Bericht oder Gutachten aufbereitet. Die Arbeitsausschüsse gliedern sich in Ständige, Außerordentliche und Spezielle Ausschüsse.
Die Ständigen Ausschüsse begleiten die Arbeit der Kommissionen. Jeder Mitgliedsstaat ist mit maximal zwei Abgeordneten vertreten, insgesamt können die Ständigen Ausschüsse die Größe von 12 Abgeordneten nicht überschreiten.
In der jetzigen Legislaturperiode bestehen 13 Ständige Kommissionen:
- Ausschuss für  Politik und Parteiangelegenheiten
- Ausschuss für öffentliche Sicherheit, Frieden und Menschenrechte
- Ausschuss für Makroökonomie und Finanzen
- Ausschuss für Bildung, Kultur, Sport, Wissenschaft und Technologie
- Ausschuss für Integration, Handel und wirtschaftliche Entwicklung
- Ausschuss für  Landwirtschaft, Viehzucht, Fischfang, Umwelt und natürliche Ressourcen
- Ausschuss für  Frauen, Kinder, Jugend und Familie
- Ausschuss für Stadtentwicklung und Bürgerbeteiligung
- Ausschuss für Gesundheit, soziale Sicherheit, Bevölkerung, Arbeits- und Gewerkschaftsangelegenheiten
- Ausschuss für juristische Angelegenheiten und regionale Institutionen
- Ausschuss für Internationale Beziehungen und Migrationsangelegenheiten
- Ausschuss für Tourismus
- Ausschuss für Indigene Völker und afrikanische Nachfahren
- Delegation EUROLAT

Außerordentliche Ausschüsse werden eingerichtet, um den Prozess der Integration angemessen unterstützen zu können
Spezielle Ausschüsse hingegen richten sich auf unerwartet auftretende Problemlagen.

#### Fraktionen
Die Abgeordneten des Mittelamerikanischen Parlaments teilen sich entsprechend der politischen Ausrichtung ihrer Partei in verschiedene Fraktionen ein. Diese gründen sich durch die Verabschiedung einer eigenen Satzung und deren Vorlage vor dem Plenum. Den veröffentlichten Satzungen kann man die ideologische Prinzipien, die politische Ausrichtung, die Leitungsorgane und das entsprechende Reglement der politischen Gruppe entnehmen. Eine Fraktion muss aus mindestens zehn Teilnehmern aus mindestens zwei verschiedenen Ländern bestehen.
Zurzeit sind folgende Fraktionen im PARLACEN:
- Integration Demokratisches – Zentrum

- Fraktion der Linken

- Demokratische Integrationistische Union

### Vorstand
Der Vorstand ist gemäß der institutionellen Struktur des Mittelamerikanischen Parlaments dessen Exekutivorgan. Dies bedeutet, dass diesem Organ die Beschlüsse des Plenums vorgelegt werden und danach über jene eine Entscheidung gefällt wird.
Der Vorstand wird von den Abgeordneten für ein Jahr gewählt (am 28. Oktober eines jeden Jahres) und setzt sich aus dem Präsidenten, fünf Vizepräsidenten und sechs Sekretären zusammen.
Alle Entscheidungen können mit einer Mehrheit von sieben Stimmen beschlossen werden. Sollte Stimmengleichheit herrschen, zählt die Stimme des Präsidenten doppelt. Gegen die Entscheidungen des Vorstands kann das Plenum in Berufung gehen. Das Amt des Präsidenten wird nach dem Rotationsprinzip von den Mitgliedsstaaten besetzt.
Die Aufgaben des Vorstandes gliedern sich wie folgt:
- Berücksichtigung und Diskussion aller vom Plenum erarbeiteter Anträge
- Informierung der einzelnen Mitgliedsstaaten über für sie relevante Themen
- Aussprechen der Einladungen zu den ordentlichen und außerordentlichen Versammlungen des Plenums
- Entwurf des Haushaltsplans für die Arbeitsabläufe des Zentralamerikanischen Parlaments
- Umsetzung der Resolutionen des Zentralamerikanischen Parlaments
- Erstellung eines Jahresberichts über Ausübung seiner Funktionen und das Ergebnis seiner Geschäftsführung und eines Rechenschaftsberichts über das Haushaltsbudget für das Plenum
- Ernennung des Sekretariats und darüber hinaus Kontrolle deren Arbeit
- Auseinandersetzung mit den wirtschaftlichen und organisatorischen Angelegenheiten des Mittelamerikanischen Parlaments
- Erarbeitung von Vorschlägen zur Verbesserung der internen Struktur für das Plenum
- Einsetzung spezieller Ausschüsse
- Ordnungsgemäße Besetzung vakanter Stellen, die durch die Abwesenheit von Abgeordneten entstehen
- Einreichung von Vorschlägen zur Ernennung des internen und externen Wirtschaftsprüfers des Zentralamerikanischen Parlaments an das Plenum
- Bildung von Delegationen für offizielle Missionen
- Erarbeitung und Annahme eines eigenen internen Regelwerks
- Weitere Aufgaben, die der konstitutive Vertrag oder zusätzliche Instrumentarien dem Vorstand zuweisen können

Der Vorstand kann seine Besetzung auch zum Erweiterten Vorstand ausbauen. Dieser besteht aus einem Repräsentanten jeder Fraktion.

### Sekretariat
Das Sekretariat ist für die administrative Verwaltung des PARLACEN zuständig. Die Zuständigkeitsbereiche teilen sich auf das Sekretariat für parlamentarische Angelegenheiten, auf das Sekretariat für Verwaltung und Finanzen und das Sekretariat des Vorstandes auf.
Das Sekretariat für parlamentarische Angelegenheiten befasst sich mit den vom PARLACEN gefällten Entscheidungen und verfasst über diese an das Plenum gerichtete Berichte. Außerdem unterstützt es das Plenum und die Ausschüsse in technischer Hinsicht und koordiniert und leitet die Ausschusssitzungen.
Das Sekretariat für Verwaltung und Finanzen wacht über alle Niederlassungen, Direktionen, Abteilungen und administrative Einheiten, sowie über die personellen und finanziellen Ressourcen des Mittelamerikanischen Parlaments.
Das Sekretariat des Vorstands assistiert diesem in technischer Hinsicht bei jeglicher vom Vorstand festgesetzten Themengebieten.

## Beobachterstatus
Staaten, nationale und regionale Parlamente und internationale Organisationen können sich um einen Beobachterstatus im Zentralamerikanischen Parlament bewerben. Voraussetzung hierbei ist die Übereinstimmung von Zielsetzungen und Prinzipien. Die Teilnahme der einzelnen Länder als Beobachter im PARLCEN wird in einem gesonderten Vertragsfest niedergeschrieben. Im Mittelamerikanischen Parlament gibt es spezielle, ständige und ursprüngliche Beobachter.
Den Status des ständigen Beobachters haben die Staaten Mexiko, Marokko, Venezuela und die Puerto Rico inne. Die Ziele und Ansichten dieser Staaten sind mit denen des PARLACEN vereinbar. Die  Republik China auf Taiwan, die den Beobachterstatus seit 1997 innegehabt hatte, wurde am 22. August 2023 per Mehrheitsvotum als Beobachter ausgeschlossen. Als Begründung für diesen Schritt wurde die UN-Resolution 2758 aus dem Jahr 1971 zitiert: Taiwan sei „eine Provinz Festlandchinas“, was es davon disqualifiziere, als unabhängiger Beobachterstaat aufzutreten. Zu diesem Zeitpunkt unterhielt einzig Guatemala noch diplomatische Beziehungen zu Taiwan.
Die ursprünglichen Beobachter genießen ihren Status aufgrund der Tatsache, dass sie durch ihr Engagement die Installierung und Konsolidierung des Zentralamerikanischen Parlaments ermöglicht haben. Hierzu zählen das Europäische Parlament, das Lateinamerikanische Parlament (PARLATINO) und das Andenparlament.

## Präsidenten des PARLACENs
| Präsident                                   | Regierungszeit      | Land                    |
| ------------------------------------------- | ------------------- | ----------------------- |
| Roberto Carpio Nicolle                      | Okt. 1991–Okt. 1992 | Guatemala               |
| Ilsa Diaz Zelaya                            | Okt. 1992–Okt. 1993 | Honduras                |
| Jose Francisco Merino Lopez                 | Okt. 1993–Jul. 1994 | El Salvador             |
| Victor Augusto Vela Mena                    | Jul. 1994–Okt. 1994 | Guatemala               |
| Roland Valenzuela Oyuela                    | Okt. 1994–Dez. 1995 | Honduras                |
| Raul Zaldívar Guzmán                        | Dez. 1995–Okt. 1996 | Honduras                |
| Ernesto Lima Mena                           | Okt. 1996–Okt. 1997 | El Salvador             |
| Marco Antonio Solares Pérez                 | Okt. 1997–Okt. 1998 | Guatemala               |
| Carlos Roberto Reina                        | Okt. 1998–Okt. 1999 | Honduras                |
| Jose Ernesto Somarriba Sosa                 | Okt. 1999–Okt. 2000 | Nicaragua               |
| Hugo Guiraud Gargano                        | Okt. 2000–Okt. 2001 | Panama                  |
| Rodrigo Samayoa Rivas                       | Okt. 2001–Okt. 2002 | El Salvador             |
| Victor Augusto Vela Mena                    | Okt. 2002–Okt. 2003 | Guatemala               |
| Mario Facussé Handal                        | Okt. 2003–Okt. 2004 | Honduras                |
| Fabio Gadea Mantilla                        | Okt. 2004–Okt. 2005 | Nicaragua               |
| Julio Enrique Palacios Sambrano             | Okt. 2005–Okt. 2006 | Panama                  |
| Ciro Cruz Cepeda Pena                       | Okt. 2006–Okt. 2007 | El Salvador             |
| Julio Guillermo González Gamarra            | Okt. 2007–Okt. 2008 | Guatemala               |
| Gloria Guadalupe Oquelí Solórzano de Macoto | Okt. 2008–Okt. 2009 | Honduras                |
| Jacinto José Suárez Espinoza                | Okt. 2009–Okt. 2010 | Nicaragua               |
| Dorindo Jayan Cortez Marciaga               | Okt. 2010–Okt. 2011 | Panama                  |
| Manolo Pichardo                             | Okt. 2011–Okt. 2012 | Dominikanische Republik |
| Leonel Búcaro                               | Okt. 2012–Okt. 2013 | Salvador                |
| Paula Rodríguez                             | Okt. 2013–Okt. 2014 | Guatemala               |
| Armando Bardales                            | Okt. 2014–Okt. 2015 | Honduras                |
| José Antonio Alvarado Correa                | Okt. 2015–Okt. 2016 | Nicaragua               |
| Priscilla Weeden de Miró                    | Okt. 2016–Okt. 2017 | Panama                  |
| Tony Raful Tejada                           | Okt. 2017–Okt. 2018 | Dominikanische Republik |
| Irma Segunda Amaya Echeverría               | Okt. 2018–Okt. 2019 | El Salvador             |
| Juan Alfonso Fuentes Soria                  | Okt. 2019–Jan. 2020 | Guatemala               |
| Nadia Lorena De León Torres                 | Jan. 2020–Okt. 2020 | Guatemala               |
| Fanny Carolina Salinas Fernández            | Okt. 2020–Okt. 2021 | Honduras                |
| Guillermo Daniel Ortega Reyes               | Okt. 2021–Okt. 2022 | Nicaragua               |
| Amado Cerrud Acevedo                        | Okt. 2022–Okt. 2023 | Panama                  |
| Silvia García Polanco                       | Okt. 2023–Okt. 2024 | Dominikanische Republik |
| Carlos René Hernández Castillo              | Okt. 2024–Okt. 2025 | El Salvador             |